# プラナコーンシーアユッタヤー郡
プラナコーンシーアユッタヤー郡（プラナコーンシーアユッタヤーぐん、タイ語: อำเภอพระนครศรีอยุธยา ）あるいはアユタヤ郡の名前で知られる町は、タイ・中部にある郡（アンプー）である。バンコクの真北約50kmにあるアユタヤ県の県庁所在地でもある。

## 名称
一般には『ラーマーヤナ』物語のラーマ王子の国、インドのアヨーディヤにあやかってアユッタヤーと名付けたと言われる（インドネシア・ジョグジャカルタも同じ由来を持つ）。
ただし、歴史学者の祖ダムロン親王は、アユタヤが前期アユタヤ王朝においてはアユッタヤー (อยุธยา) ではなくアヨータヤー (อโยธยา) と呼ばれていたという仮説を立てた。この説は考古学的成果や前期アユタヤ王朝以前、ナレースワン以降に書かれたパーリ語歴史文献などとの比較により、決定的とは言えないが、注目されている一つの説になっている。この説を唱える歴史学者のニティ・イアオシーウォンなどにより、「アユッタヤー」という名称は、ナレースワンがアユタヤ王朝の独立を回復した際に政治的な意味合いで付けたものとしている。
アユタヤ王朝崩壊の後は現在の地方行政制度が導入されてからは、ロープクルンという名称が与えられていたが、1897年、郡として成立。1917年、クルンカオと名称を変え、1957年に現在のプラナコーンシーアユッタヤーとなった。なお、タイでは県庁所在地は通常、「アンプームアン」を冠して呼ぶ（たとえば、チエンマイの場合アンプームアンチエンマイとする）が、アユタヤの場合はムアンという語を冠さずアンプープラナコーンシーアユッタヤーと呼ばれている。

## 歴史
15世紀に書かれたとされるパーリ語の北タイにおける歴史書『ムーラサーサナー』によれば、14世紀半ばにスコータイの南にアヨータヤーと呼ばれる町があり、二人の北タイの仏僧が仏教を学びに行ったとする記述があり、少なくとも建設が始まったばかりとはいえその頃既に、一定の規模の仏教の教育施設的なものが存在した可能性もある。
アユタヤ王朝の首都として発展し、国際都市として発展したが、1767年、ビルマ・コンバウン王朝によって崩壊。市内は廃墟となり、後にタイで覇権を握ったタークシン王はアユタヤを放棄し、トンブリーに王都を築いたことで、アユタヤは歴史の表舞台から姿を消すこととなる。
一方で、20世紀後半から工業都市としての発展するようになった。発展に伴い、アユタヤ市街地はアユタヤ島を中心とする地域からチャオプラヤー川を越えて東へ移動した。現在旧市街地は、教育機関や官庁の建ち並ぶ地域となっている。

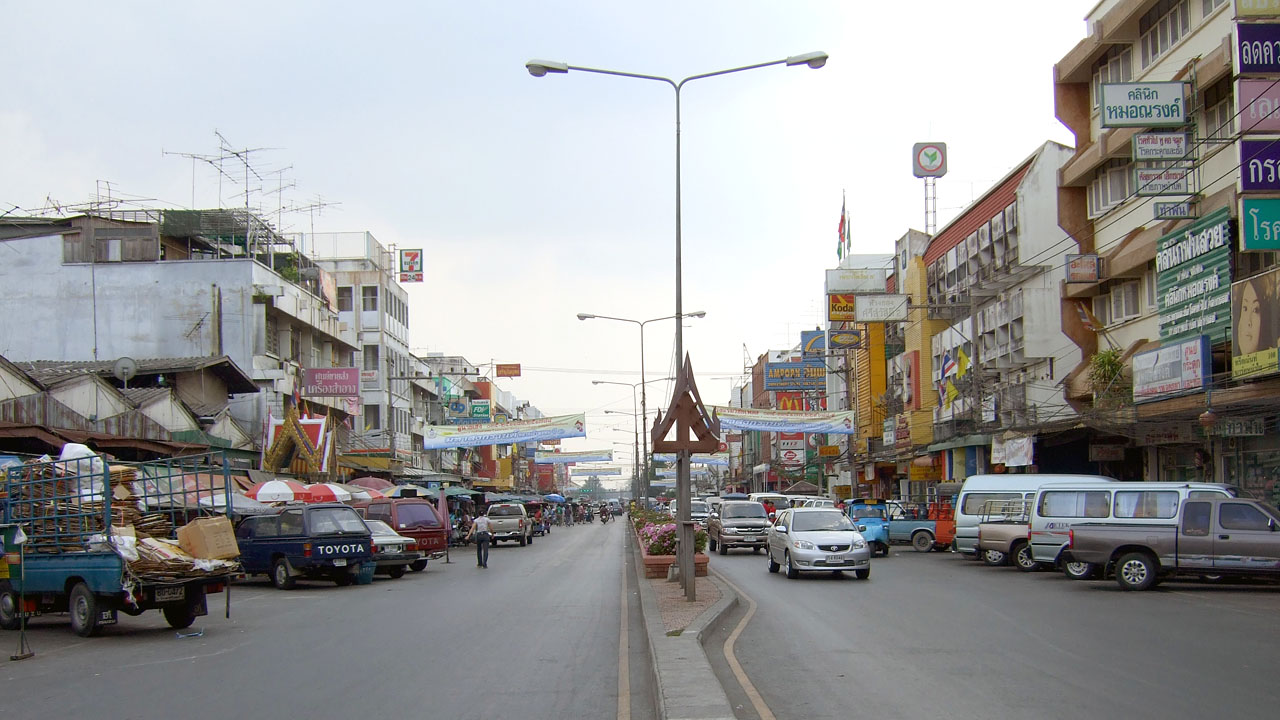
中心街・ナレスワン通り

## 地理
地域のほとんどが山や丘陵のない平らな湿地帯チャオプラヤー・デルタであり、米の生産に適した地域となっている。また、米の生産・運搬のための運河が数多く掘られている。
日系企業の工場が多くある。

## 行政区分
郡は21のタムボンを有する。市内にはテーサバーン（自治体）が2つ設置されている。
- テーサバーンナコーン・プラナコーンシーアユッタヤー
  - タムボン・プラトゥーチャイ、カマン、ホーラッタナチャイ、フワロー、ターワースックリーの全体および、タムボン・ハントラー、バーンコ、クローンスワンプルー、クローンサブワ、コリエンの一部
- テーサバーンムアン・アヨータヤー
  - タムボン・パイリン、タムボン・ハントラー、タムボン・クローンスワンプルーの一部

以下は、郡のタムボンの一覧である。
1. タムボン・プラトゥーチャイ…ตำบลประตูชัย
2. タムボン・カマン…ตำบลกะมัง
3. タムボン・ホーラッタナチャイ…ตำบลหอรัตนไชย
4. タムボン・フワロー…ตำบลหัวรอ
5. タムボン・ターワースックリー…ตำบลท่าวาสุกรี
6. タムボン・パイリン…ตำบลไผ่ลิง
7. タムボン・パーククラーン…ตำบลปากกราน
8. タムボン・プーカオトーン…ตำบลภูเขาทอง
9. タムボン・サムパオロム…ตำบลสำเภาล่ม
10. タムボン・スワンプリック…ตำบลสวนพริก
11. タムボン・クローンタキエン…ตำบลคลองตะเคียน
12. タムボン・ワットトゥーム…ตำบลวัดตูม
13. タムボン・ハントラー…ตำบลหันตรา
14. タムボン・ルムプリー…ตำบลลุมพลี
15. タムボン・バーンマイ…ตำบลบ้านใหม่
16. タムボン・バーンコ…ตำบลบ้านเกาะ
17. タムボン・クローンスワンプルー…ตำบลคลองสวนพลู
18. タムボン・クローンサブワ…ตำบลคลองสระบัว
19. タムボン・コリエン…ตำบลเกาะเรียน
20. タムボン・バーンポーム…ตำบลบ้านป้อม
21. タムボン・バーンルム…ตำบลบ้านรุม

## 教育
アユタヤウィッタヤーライ 公立大学